# 설단 현상

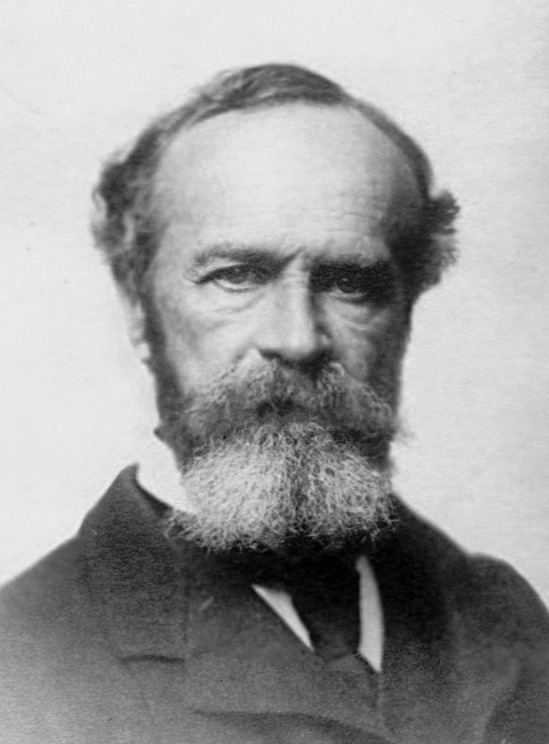
설단 현상을 처음으로 설명한 심리학자인 윌리엄 제임스

설단 현상(舌端現象,tip of the tongue)은 기억으로부터 단어를 떠올리지 못하는 현상이다.

## 같이 보기
- 심리언어학
- 신경언어학
- 실어증